# Floyd (Virginia)
Floyd è un comune degli Stati Uniti d'America, situato nello Stato della Virginia, nella Contea di Floyd, della quale è il capoluogo.